# Provincia
Le terme provincia désigne au début de la République romaine le domaine de responsabilité d'un magistrat romain, ce qui couvre des domaines variés : conduite d'une campagne militaire contre un ennemi désigné en Italie puis hors d'Italie, juridiction civile du préteur urbain, tâche administrative comme la surveillance des forêts et des voies de transhumance. Pour les provinciae qui concernent un territoire extérieur à l'Italie, où il faut faire la guerre ou qu'il faut gouverner, le mot provincia par un glissement progressif de sens vient à désigner ce territoire lui-même.
Cela constitue en corollaire une restriction du pouvoir des magistrats sous la République romaine et un contrôle supplémentaire du pouvoir des magistrats. La provincia oblige à diviser les responsabilités. Par exemple, les gouverneurs de provinces ont chacun un pouvoir suprême sur leur province. En suivant le principe de la provincia, ces gouverneurs ne peuvent amener leur armée dans une autre province. Sous la République, ces limitations sont fluctuantes, un territoire soumis à Rome peut faire partie de la provincia du gouverneur d'un territoire voisin, sans être formellement rattaché à ce territoire. par exemple la Grèce après 146 av. J.-C., dépendant du gouverneur de la Macédoine.

## Sources
- (en) Cet article est partiellement ou en totalité issu de l’article de Wikipédia en anglais intitulé « Executive Magistrates of the Roman Republic » (voir la liste des auteurs).
- Claude Nicolet, Rome et la conquête du monde méditerranéen 264–27 av. J.-C., Paris, PUF, coll. « Nouvelle Clio, l'Histoire et ses problèmes », 1978, 940 p. (ISBN 2-13-035850-0)
- Lintott, Andrew, The Constitution of the Roman Republic, 1999, Oxford University Press (ISBN 0199261083).